# سفیدبرفی و هفت کوتوله (فیلم ۱۹۵۵)
«سفیدبرفی و هفت کوتوله» (آلمانی: Schneewittchen) فیلمی در ژانر فانتزی است که در سال ۱۹۵۵ منتشر شد.